# Ogovia tavetensis
Ogovia tavetensis là một loài bướm đêm trong họ Noctuidae.